# Георги Бахметев
Георги Петрович Бахметев (на руски: Георгий Петрович Бахметев) е руски дипломат, дипломатически представител в София, Княжество България в периода 1897 – 1905 година.
Роден е през 1847 г. Завършва Оксфордския университет и от 1870 г. постъпва на служба в Министерство на външните работи на Руската империя. От 1874 г. е втори секретар в посолството в САЩ, а от 1879 г. – втори секретар в посолството във Франция. През 1883 г. става първи секретар в посолството в Гърция. В периода 1906 – 1908 г. е посланик в Япония, а през 1911 – 1917 г. – в САЩ. През 1917 г. подава оставка.
Умира на 29 август 1928 г. в Париж, Франция.